# 拉蒙空军基地
拉蒙空军基地（希伯來語：‎）是位于以色列內蓋夫的一個以色列空军基地，地處贝尔谢巴以南50公里。该軍事基地得名自拉蒙坑。2024年伊朗对以色列的打击期间，该基地遭到七枚伊朗导弹襲擊，而且基地受損。